# Слава (свято)

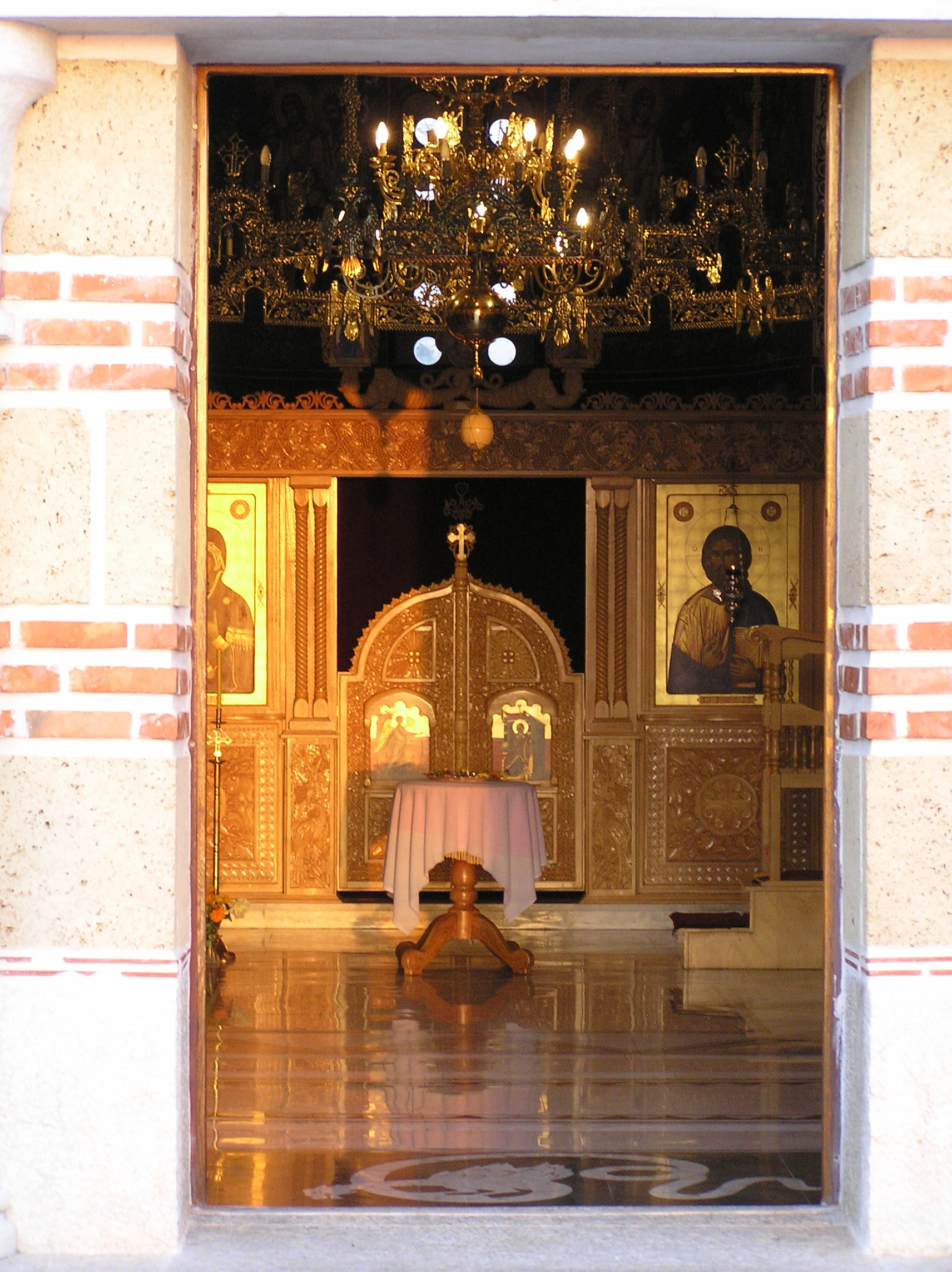
Церква під час слави в Требинє

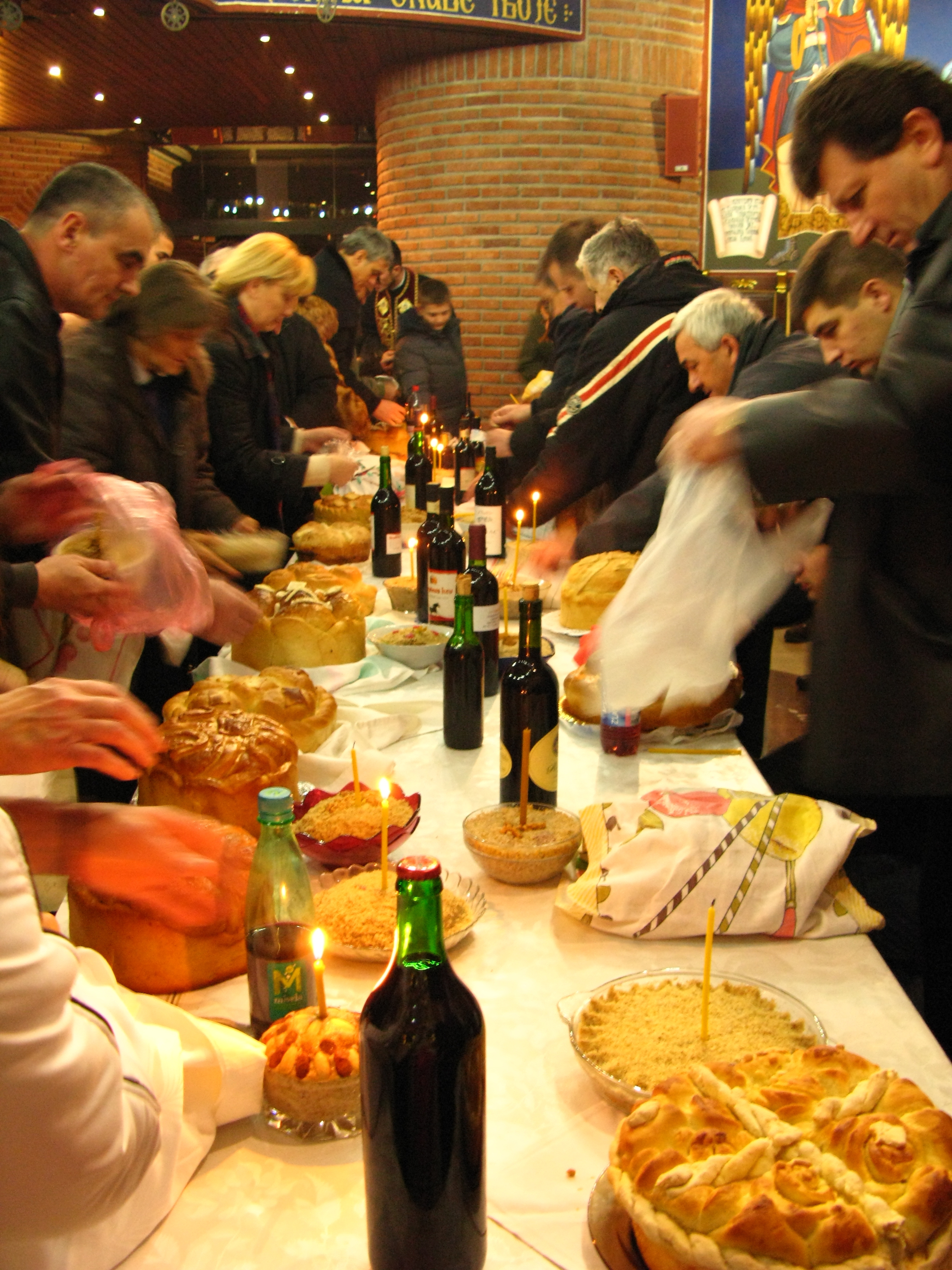
Освячення славських торта, крупи і вина

Слава (серб. слава), відоме ще як крсна слава, крсно іме, свети (серб. крсна слава, крсно име, свети), сербське народно-церковне свято, і після Різдва, найважливіше сімейне свято, завжди приурочене до дня певного християнського святого. Це свято характерне для сербів і є одним із способів їх ідентифікації. Також відзначається македонцями і чорногорцями, святкується серед деяких католиків в Которській затоці, Конавле, південній Герцеговині, Далмації і в Босансько-Грахово, деякими албанцями католиками в північній Албанії, деякими мусульманами в Боснії і Санджаку, Горанці і Яневці. У 2014 році він був внесений до Списку нематеріальної культурної спадщини Сербії ЮНЕСКО.

## Історія та тлумачення
Більшість прихильників переконанні, що слава є християнізованою версією старого слов'янського свята, присвяченого міфічному родоначальнику сім'ї або сімейним пращурам. Слава походить від культу пращурів, одного з найбільш важливих у православ'ї культів. Древні слов'яни, зокрема й серби, дуже вражали ставленням до сім'ї і пращурів. Слава тоді (та й зараз) була засобом підтримки зв'язку з пращурами. Свято сім'ї передає культурну спадщину поколінню від покоління і зберігає усвідомлення власного походження.
Найдавніша згадка про Славу на території Сербії датується 1018 роком.
Є автори, які вважають, що серби прийняли цю традицію під час християнізації, наприкінці IX століття. Деякі вважають, що день масового хрещення прийнято як день святого покровителя, який згодом став святом слава.
Існує теорія, що слава належить до культу мертвих. Вона опирається на використання колива, яке використовується в культі мертвих. Але пшениця, яка є основою колива, має грецьке походження і прийшла через церкву.

## Слава в православній релігії Сербії
Праслов'яни вважали своїх богів за предків і тому зверталися до них напряму без церкви. Цей важливий народний звичай серед сербів мав велике значення і проіснував тисячі років, перетворившись на звертання до святого.
У міру того, що язичницький народний звичай було неможливо викорінити, на початку звернення сербів в християнство сербський архієпископ Сава в 13-му столітті канонізував старі народні звичаї. Аналогічним чином діяли інші церкви та монотеїстичні релігії. Таким чином, слава приходить в православну традицію. Остаточна форма свята формується при митрополиті Михайлі 1862 року. З багатьох імен, якими називали це свято, на сьогодні лишилися тільки: Слава, Крсна Слава й Свечари. Слава безперервно розширює ареал свого існування, особливо в православних країнах та серед сербського народу. Як би не було, Сербська Православна Церква не змінила цей звичай, вона була і досі є важливою ланкою в його збереженні.

### Важливість слави

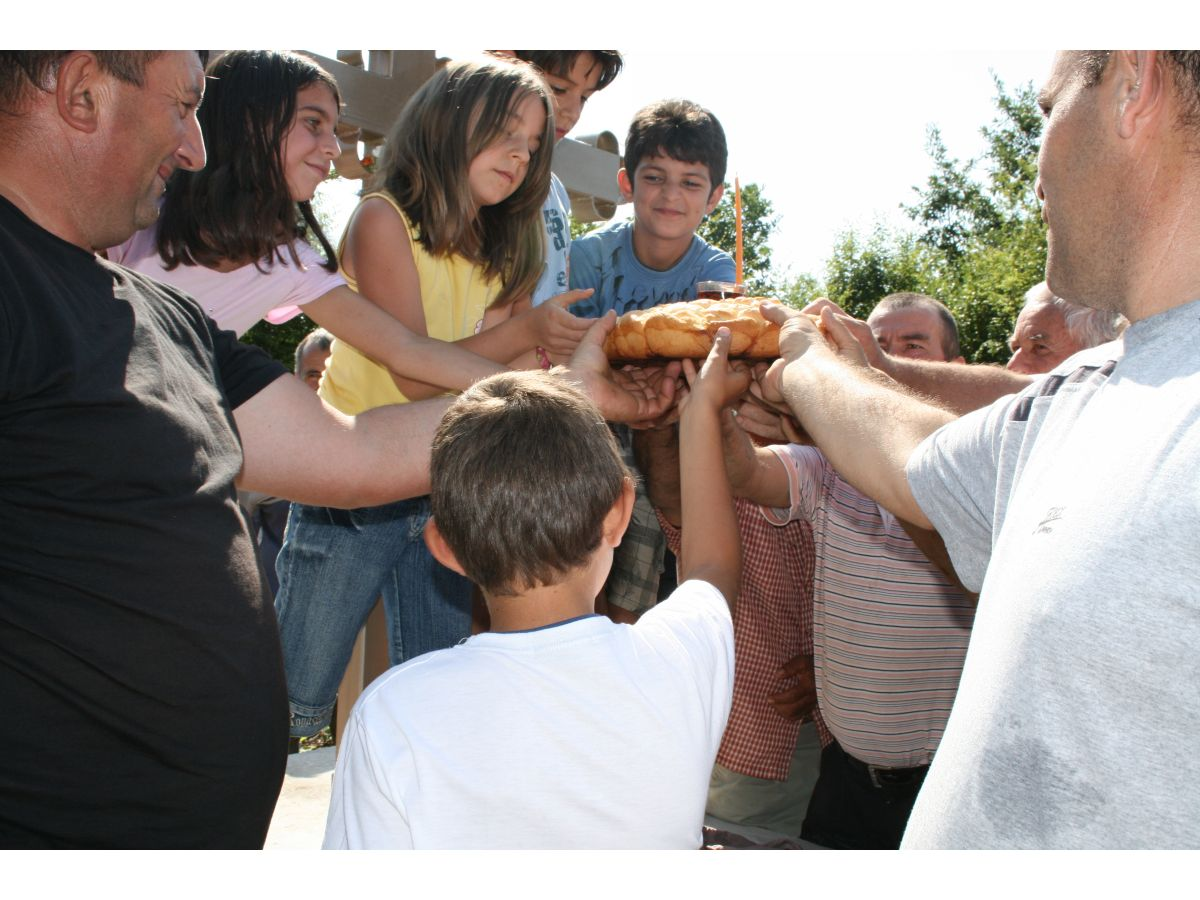
Традиційне ламання хліба

На додаток до величезної духовної значущості для всієї сербської нації, слава має свою незамінну прагматичну цінність. Завдяки безперервній передачі від пращурів до нащадків вона допомагає безпомилково визначити взаємовідносини і родинні зв'язки. Серби часто, з різних причин і обставин, змінювали свої імена, але не славу. Таким чином, слава допомагає запобігти і компенсувати розрив в області моніторингу та визначення походження і родинних зв'язків. Слава має особливе значення в житті сербів. Вона є однією з основних характеристик сербської духовності і культури.
В Етнографічному музеї в Белграді був створений центр нематеріальної культурної спадщини Сербії. Серед 27 елементів культурної спадщини, сербська слава офіційно зареєстрована як сербська культурна спадщина. Сербські державні інститути надіслали прохання до Організації Об'єднаних Націй і ЮНЕСКО визначити славу як елемент світової духовної спадщини. В кінці листопада 2014 року слава зареєстрована в ЮНЕСКО як нематеріальна культурна спадщина.

## Особливості святкування

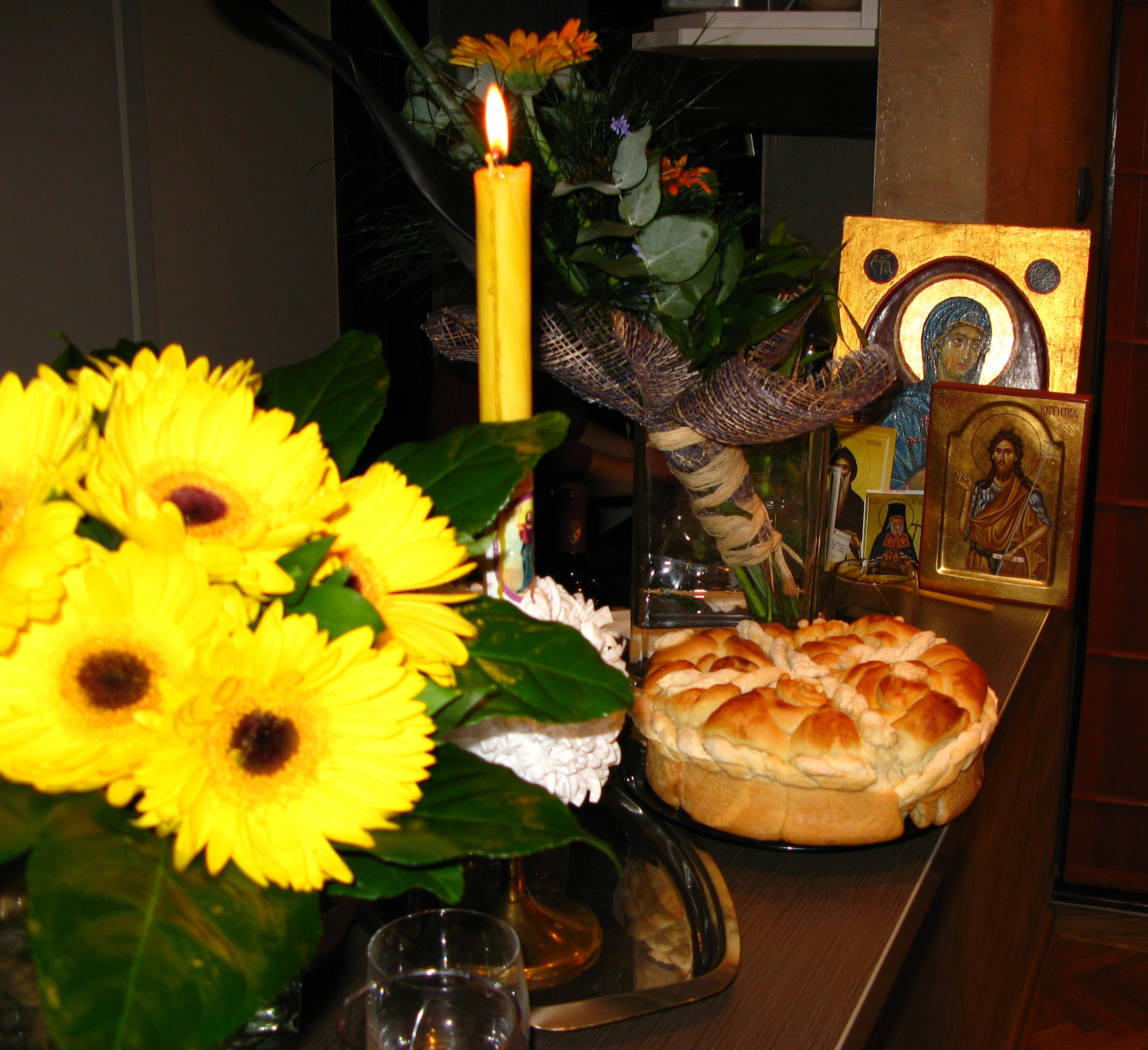
Славський колач

На відміну від більшості звичаїв, які є загальними для всього народу, кожна сім'я окремо відзначає свого покровителя. Святого покровителя сини успадковують від глави сім'ї — зазвичай батька. Доньки успадковують славу, тільки якщо вони залишаються в домі батьків; одружені жінки, як правило, відзначають славу чоловіка.
Кожен будинок має одну або дві слави в рік (в залежності від святого, оскільки деяким з них присвячені два дні). Проте велике тільки одне свято на честь покровителя (не обов'язково одні і ті ж два дні для всієї родини); — інше свято називається «маленька слава», або преслава чи послужиця.
Деякі сім'ї відзначають ще одного святого, але в меншій мірі (наприклад, коли жінка є єдиною нащадкою родини зі свого дому, аби не втратити славу пращурів при одруженні).

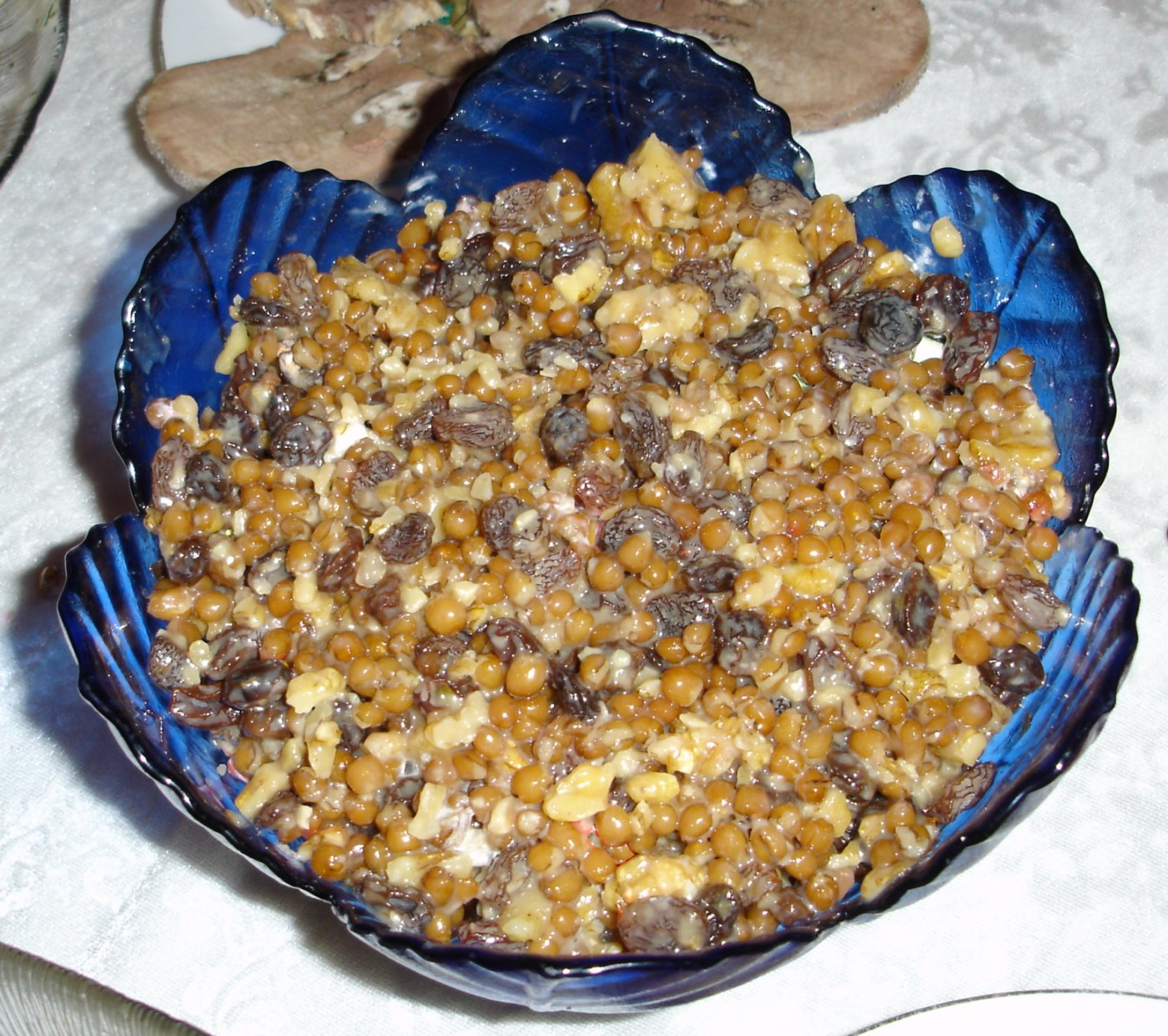
Коливо

У день Слави вся сім'я збирається на святкову вечерю, що включає традиційні страви — славський калач і коливо. Також всією сім'єю йдуть до церкви на причастя.
У цей день кожен будинок повинен виконати два важливі обов'язки: помолитися Богу за живих і мертвих членів роду; приймати і пригощати гостей — тих, хто в цей день не святкує свою славу. Такий бенкет триває в селах до трьох днів, в містах же всього один день.
Так само, як сім'я «славить» свою славу, робить кожне сербське село і кожна церква. У селищах день святого-покровителя святкується під особливим, присвяченим йому деревом, на якому вирізаний хрест. До дерева ставляться як до святині. Воно називається записом, а все свято — заветіна і полягає в тому, що після спільної молитви під деревом відбувається хресна хода на поля і луки; потім відбувається загальна трапеза.

### Освячення води
У багатьох місцях є звичай святкувати прихід священника в будинок із освяченою водою, з якої пізніше буде зроблено славський калач. Господиня готує чашу з водою, базилік, свічки, лампи, ладан і розкладає на столі, перед образом святого, який, згідно з правилами церкви, повинен бути звернений на схід. Потім священник освячує воду, з якої буде зроблено славський калач.

### Жито

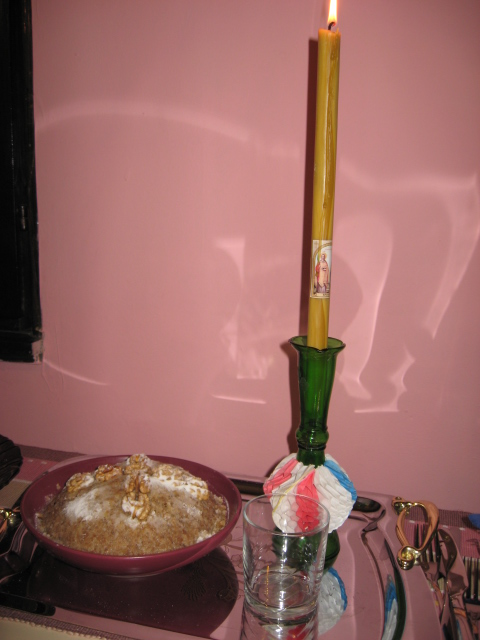
Свічки і пшениця

До слави в будинку має бути приготована каша з пшениці. Зерно можна приготувати різними способами. Варену кукурудзу або пшеницю використовує церква з найдавніших часів як релігійний символ, який нагадує рослинну жертву зі Старого Завіту. Вважається, що вона являє собою ілюстрацію переходу з земного в загробне життя.